# Tariq Saleh
Tariq Saleh (Beirute, 16 de setembro de 1974) é um jornalista brasileiro, correspondente internacional e produtor de TV, mais conhecido por sua cobertura de notícias internacionais e atualidades, baseado em Beirute por mais de 15 anos. Sua cobertura no Oriente Médio e norte da África para a BBC World Service e TV3 Catalunha era focada principalmente em documentar política, guerras, direitos humanos e refugiados. Atualmente, ele é colaborador da Rádio França Internacional.
Seu trabalho como produtor e redator inclui a revista norte-americana TIME, o jornal alemão Die Zeit, a Rede Globo, TV Record, portal Terra, a revista Veja online. Ele também foi editor-assistente na agência Transterra Media. Desde 2013, ele treinou outros jornalistas com cursos básicos de sobrevivência em zonas de conflito e primeiros socorros no Brasil e Oriente Médio.  
Desde 2006, ele cobriu alguns dos maiores eventos na região como a Batalha de Mossul, a Guerra Civil da Síria, o Referendo constitucional na Turquia em 2017, a Revolução Egípcia de 2011, a Guerra Civil Líbia, a Primavera Árabe, a Guerra de Gaza de 2008-2009 (Operação Chumbo Fundido), a Eleição presidencial do Irã em 2009 e as crises políticas e humanitárias no Líbano.

## Biografia
Tariq Saleh nasceu em Beirute quando seus pais trabalharam um período no Líbano. Ele cresceu em Sapiranga, no Rio Grande do Sul, região para onde seu avô palestino imigrou no final da década de 50.
Após estudar fotografia, entrou para a faculdade de Jornalismo na Universidade do Vale do Rio dos Sinos (Unisinos). É fluente nos idiomas inglês, árabe e espanhol. Entre 1992 e 1993 morou no Reino Unido, depois retornando ao Brasil para continuar a vida acadêmica. Em 2006, ele se mudou para o Oriente Médio para cobrir os acontecimentos na região.
A paixão pelo Jornalismo veio aos 14 anos quando assistiu ao filme The Killing Fields (Os Gritos do Silêncio, 1984), do diretor Roland Joffé. Antes do Jornalismo, cursou a faculdade de Engenharia Civil, porém sua vocação era mesmo ser repórter.
Em seu primeiro semestre de faculdade trabalhou como repórter e fotógrafo numa agência experimental de comunicação da Unisinos. Um ano depois, na editoria de Mundo do jornal Zero Hora de Porto Alegre, atuou na cobertura da Guerra do Iraque, em 2003.
Tariq Saleh se mudou para o Libano em 2006 para cobrir a crise política do país após a Guerra entre Hezbollah e Israel. Em Beirute, ele trabalhou como freelancer, colaborando com a BBC a partir de 2007 como correspondente no Líbano. Em 2009, ele se tornou um dos correspondentes da emissora britânica no Oriente Médio.
Suas reportagens, fotografias e boletins de rádio para a BBC Brasil, parte do Serviço Mundial da BBC, foram publicadas em muitos jornais e páginas online, além de emissoras e rádios no Brasil e mundo.
Em 2017, ele e seus colegas Txell Feixas e Oriol Andrés Gallart, da equipe do canal espanhol TV3 Catalunha baseada em Beirute, foram premiados com o Prêmio APPEC de Jornalismo, da Associació de Publicacions Periòdiques en Català, pela cobertura distinta do Oriente Médio.